# Bochtige smele-beukenbos
Het bochtige smele-beukenbos (Deschampsio-Fagetum) is een associatie uit het zomereik-verbond (Quercion roboris). De associatie omvat monotone loofbosvegetatie die voorkomt op zandige tot lemige bodems, en gekenmerkt wordt door een beperkte soortendiversiteit en een sterke dominantie van beuken en bladmossen.
Deze associatie komt in Vlaanderen en Nederland vrij algemeen voor. 

## Naamgeving en codering
| Luzulo niveae-Fagetum Br.-Bl. 1952          |
| Deschampsio flexuosae-Fagetum Schröder 1938 |

- Frans: Hêtraies acidiphiles subatlantiques
- Duits: Drahtschmielen-Buchenwald
- Engels: Sub-Atlantic acidophilous beech forests
- Syntaxoncode voor Nederland (rVvN): r45Aa05
- Corine-code: 41.122 - Hêtraies acidiphiles sub-atlantiques

De wetenschappelijke naam Deschampsio-Fagetum is afgeleid van de botanische namen van twee belangrijke soorten binnen deze klasse, de bochtige smele (Avenella flexuosa syn. Deschampsia flexuosa) en de beuk (Fagus sylvatica).

## Fysiognomie
Het bochtige smele-beukenbos is een hoog opgaande vegetatie die tot 30 m hoog kan reiken. Onder het dichte, aaneengesloten bladerdek ontstaat een grote, open maar schemerige ruimte met een dichte strooisellaag waarin de struik- en de kruidlaag zich slechts zwak kunnen ontwikkelen. De moslaag is geconcentreerd rond de boomvoeten en -stronken.
Dit bostype wordt omwille van de open ruimte onder de boomkruinen en de hoge, kaarsrechte beukenstammen ook wel 'hallenbos' of 'kathedraalbos' genoemd. Een minder fraaie naam is Fagetum nudum (leeg beukenbos), omwille van zijn beperkte soortenrijkdom.

## Ecologie
Het bochtige smele-beukenbos omvat oude, structuur- en soortenarme bossen, kenmerkend voor kalkarme, voedselarme tot matig voedselrijke, sterk lemige zandgronden of lössleemgronden. 
Deze vegetatie vormt in dergelijke omstandigheden de climaxvegetatie. 

## Subassociaties in Nederland en Vlaanderen
Van het bochtige smele-beukenbos worden in Nederland drie subassociaties onderscheiden, die wijzen op verschillen in trofiegraad van de bodem.

### Subassociatie met kussentjesmos
Een subassociatie met kussentjesmos (Deschampsio-Fagetum leucobryetosum) komt voor op uitgesproken oligotrofe plekken en wordt gekenmerkt door de aanwezigheid van kussentjesmos (Leucobryum glaucum), dat tot forse koepels kan uitgroeien. Syntaxoncode voor Nederland is r45Aa05a.

### Typische subassociatie
De typische subassociatie (Deschampsio-Fagetum typicum) zoals hieronder beschreven. Syntaxoncode voor Nederland is r45Aa05b.

### Subassociatie met gewoon pronkmos
Een subassociatie met gewoon pronkmos (Deschampsio-Fagetum isopterygietosum) kent een hoge presentie van gewoon pronkmos (Isopterygium elegans). Syntaxoncode voor Nederland is r45Aa05c.

## Verspreiding
Het verspreidingsgebied van het bochtige smele-beukenbos omvat de laaglanden van West- en Centraal-Europa, voornamelijk in België, Nederland, Noord-Frankrijk, Noord-Duitsland en Denemarken, en deelt daarmee zijn verspreidingsgebied met dat van het beuken-eikenbos.
In Nederland vindt men dit bostype op de hogere zandgronden en in Zuid-Limburg op lemige bodems.

## Diagnostische taxa voor Nederland en Vlaanderen
Het bochtige smele-beukenbos is een soortenarme associatie die vooral gekenmerkt wordt door het gebrek aan soorten. Voor Nederland en Vlaanderen is enkel het gewoon pronkmos als echte kensoort aanwezig, en dan nog vooral in de subassociatie isopterygietosum. De naamgevende beuk is omwille van zijn hoge presentie en dominantie gedefinieerd als preferente kensoort, maar komt ook in andere associaties voor. In de onderlaag zijn enkel de wilde lijsterbes en de bochtige smele regelmatig aanwezig. In de moslaag vinden we naast de kensoort een hele reeks bladmossen, waaronder het gewoon pluisjesmos, het gewoon sterrenmos, het gewoon gaffeltandmos en het kussentjesmos. 
In de onderstaande tabel staan de belangrijkste diagnostische plantentaxa voor Nederland en Vlaanderen.

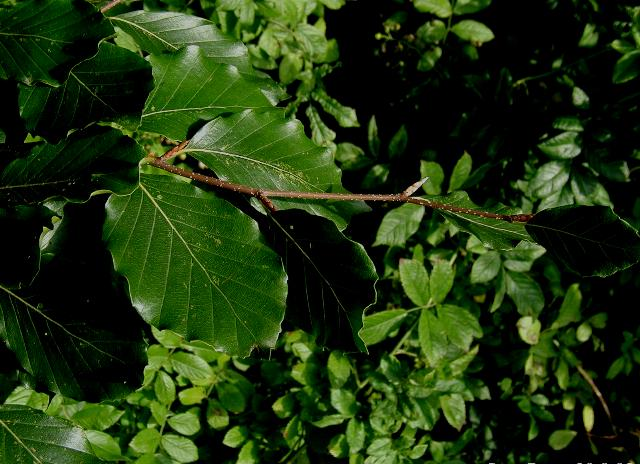
Beuk

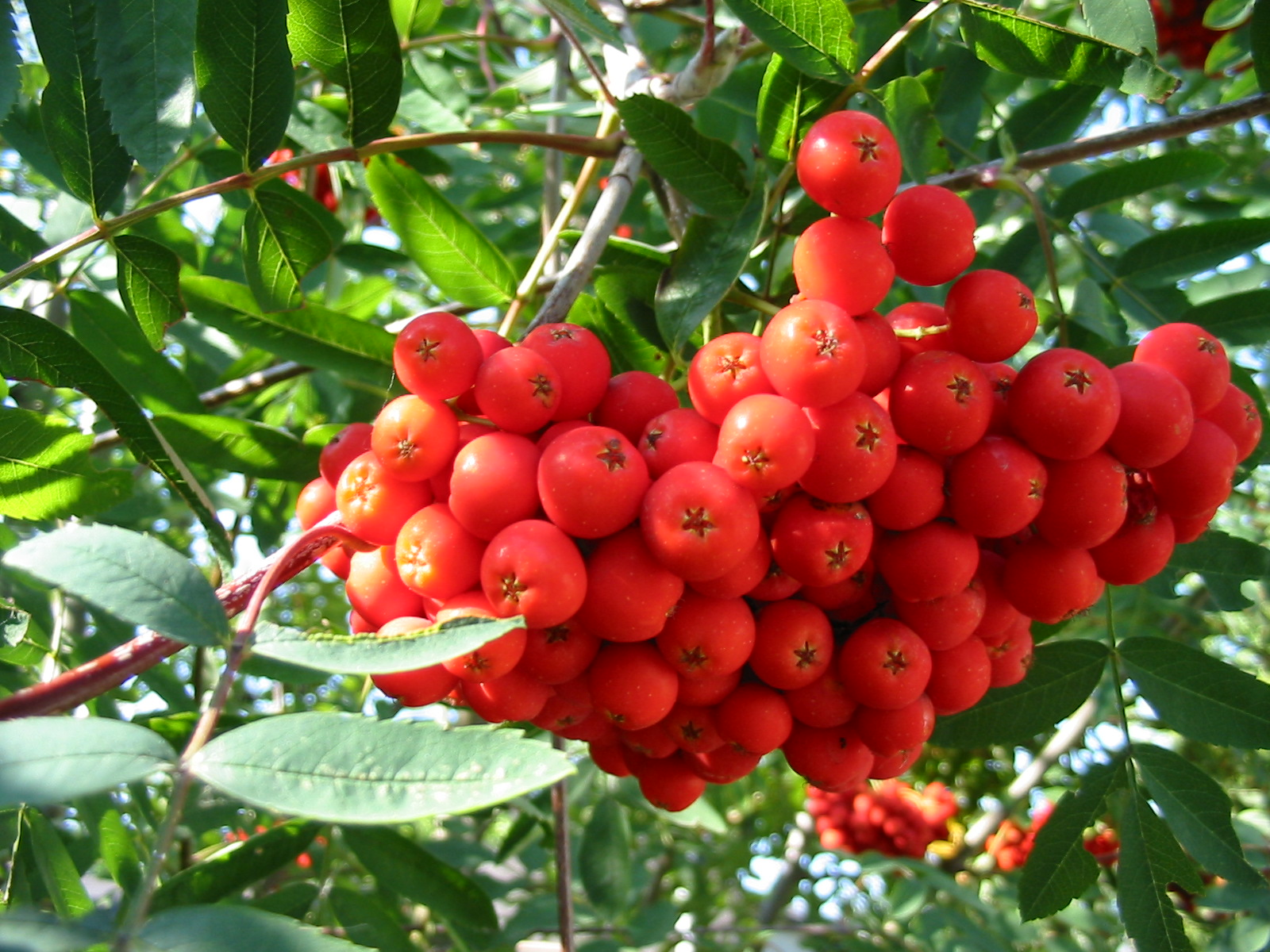
Wilde lijsterbes

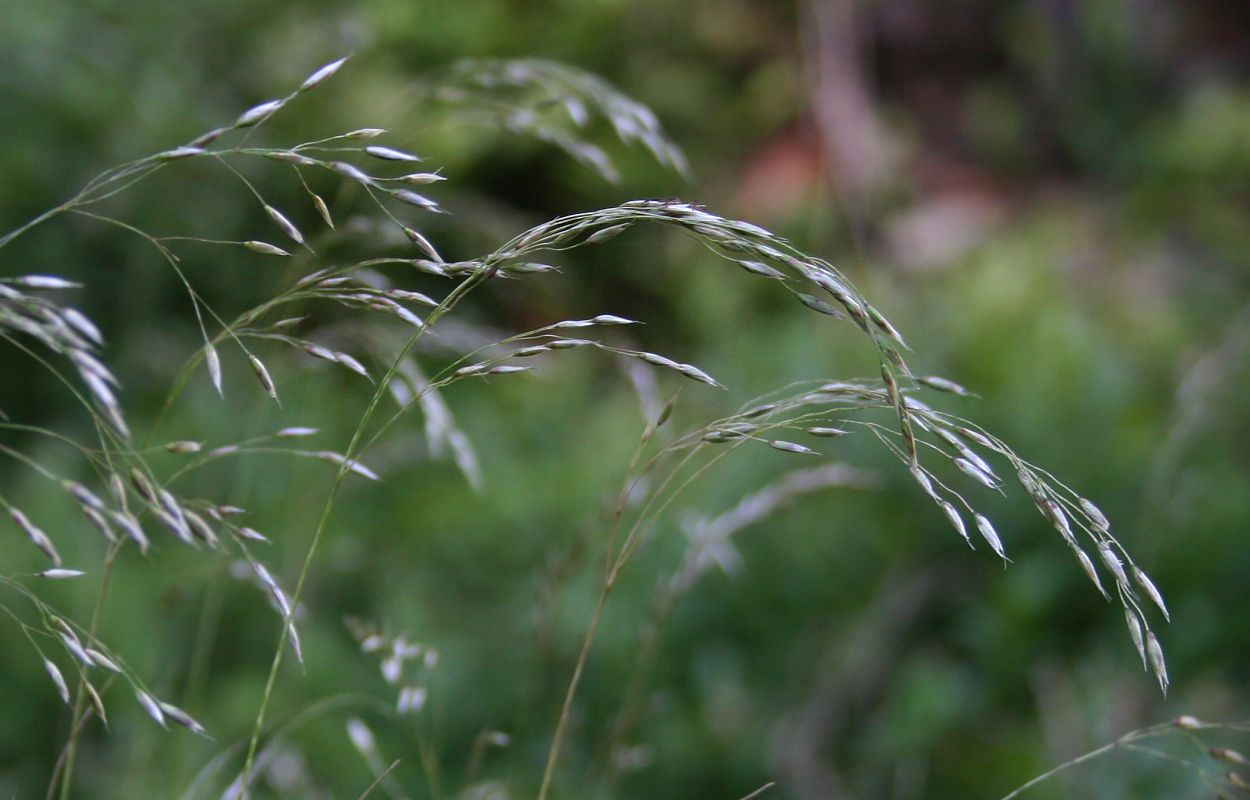
Bochtige smele

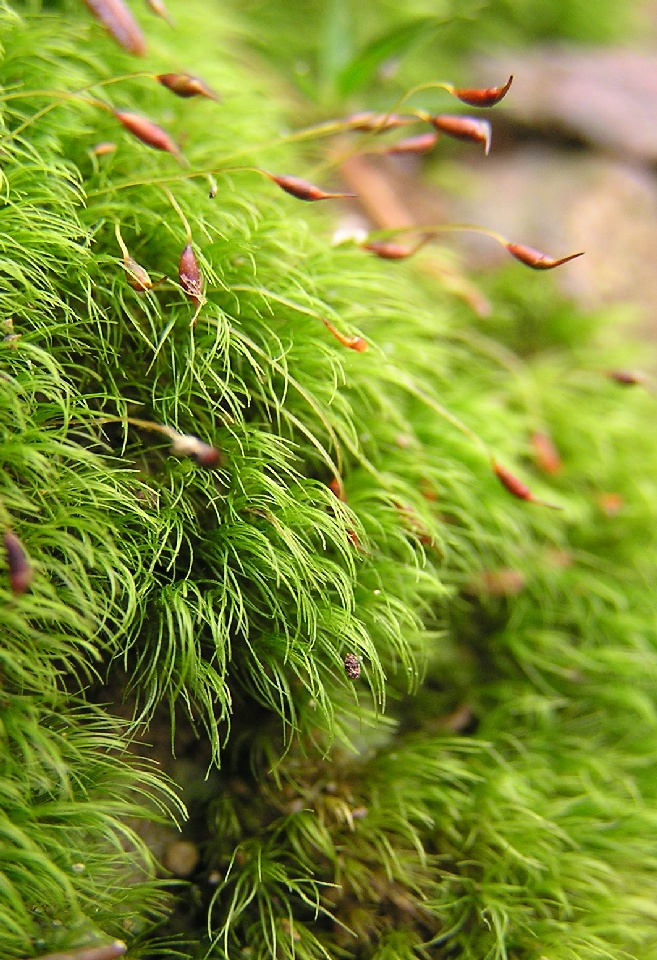
Gewoon pluisjesmos

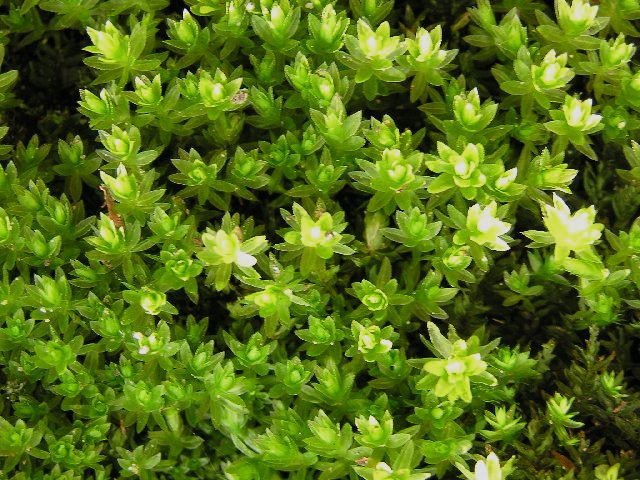
Gewoon sterrenmos

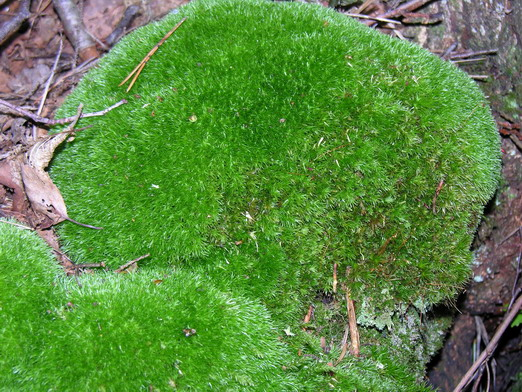
Kussentjesmos

Boomlaag
| Kentaxon | Diff.soort | Presentie | Triviale naam   | Botanische naam       | Opmerking        |
| -------- | ---------- | --------- | --------------- | --------------------- | ---------------- |
| kA       |            | 100%      | beuk            | Fagus sylvatica       | preferente soort |
| kV       |            | < 10%     | tamme kastanje  | Castanea sativa       |                  |
| kK       |            | > 10%     | wintereik       | Quercus petraea       |                  |
| kK       |            | > 10%     | ruwe berk       | Betula pendula        |                  |
|          |            | > 20%     | zomereik        | Quercus robur         |                  |
|          |            | > 10%     | douglasspar     | Pseudotsuga menziesii |                  |
|          |            | > 10%     | Amerikaanse eik | Quercus rubra         |                  |

Struiklaag
| Kentaxon | Diff.soort | Presentie | Triviale naam         | Botanische naam  | Opmerking |
| -------- | ---------- | --------- | --------------------- | ---------------- | --------- |
| kK       |            | > 50%     | wilde lijsterbes      | Sorbus aucuparia |           |
|          |            | > 20%     | Amerikaanse vogelkers | Prunus serotina  |           |
|          |            | > 10%     | hulst                 | Ilex aquifolium  |           |
|          |            | > 10%     | sporkehout            | Frangula alnus   |           |

Kruidlaag
| Kentaxon | Diff.soort | Presentie | Triviale naam  | Botanische naam   | Opmerking |
| -------- | ---------- | --------- | -------------- | ----------------- | --------- |
|          |            | > 50%     | bochtige smele | Avenella flexuosa |           |

Moslaag
| Kentaxon | Diff.soort | Presentie | Triviale naam        | Botanische naam        | Opmerking                  |
| -------- | ---------- | --------- | -------------------- | ---------------------- | -------------------------- |
| kA       |            | > 20%     | gewoon pronkmos      | Isopterygium elegans   |                            |
| kV       |            | > 10%     | gewoon knopjesmos    | Aulacomnium androgynum |                            |
| kV       |            | > 10%     | geelsteeltje         | Orthodontium lineare   |                            |
| kK       |            | > 60%     | gewoon pluisjesmos   | Dicranella heteromalla |                            |
|          |            | > 60%     | gewoon sterrenmos    | Mnium hornum           |                            |
|          |            | > 50%     | gewoon gaffeltandmos | Dicranum scoparium     |                            |
|          |            | > 40%     | gewoon klauwtjesmos  | Hypnum cupressiforme   |                            |
|          | dS         | > 40%     | kussentjesmos        | Leucobryum glaucum     | subassociatie met pronkmos |
|          |            | > 30%     | fraai haarmos        | Polytrichum formosum   |                            |
|          |            | > 30%     | heideklauwtjesmos    | Hypnum jutlandicum     |                            |

## Fotogalerij

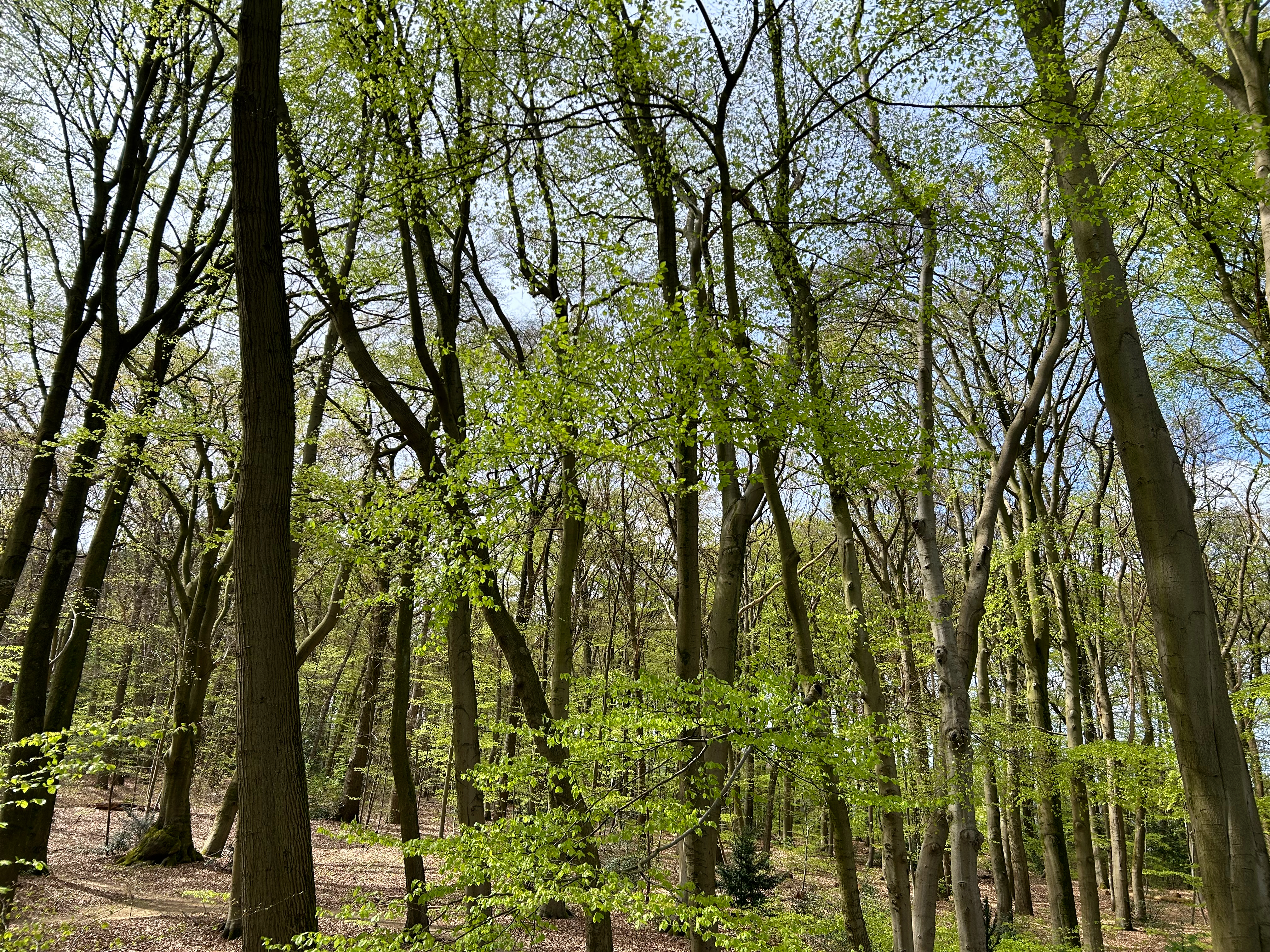
Voorjaarsaspect van de associatie